# Héctor Gramajo
Héctor Alejandro Gramajo Morales (San Juan Ostuncalco, 11 de agosto de 1940 – Santa Lucía Milpas Altas, 12 de março de 2004) foi um militar guatemalteco, pertencente ao Exército, que serviu como Ministro da Defesa de seu país de 1 de fevereiro de 1987 até 20 de maio de 1990, durante os anos da Guerra Civil da Guatemala (1960–1996). Concorreu, sem sucesso, como candidato presidencial nas eleições de 1995 pela coligação Frente de Unidade Nacional (FUN) e pelo Partido Institucional Democrático (PID).

## Biografia
Após concluir o mandato como ministro, Gramajo ingressou na pós-graduação na Universidade de Harvard, na John F. Kennedy School of Government, onde se formou em Administração Pública em 1991. Naquele ano proferiu o discurso de formatura na Escola das Américas em Fort Benning, Geórgia.
Uma vez estabelecido nos Estados Unidos, ele foi processado sob a Alien Tort Claims Act pelo Center for Constitutional Rights, representando os índios Kanjobal, sobreviventes da destruição de suas cidades na década de 1980, e pela irmã Dianna Ortiz, que havia sido sequestrada e torturada na Guatemala em 1989. Acusaram-no de ser responsável por ter comandado os grupos que executaram as ações.
Em 1995, Gramajo foi condenado, em tribunal civil, a pagar um total de 47,5 milhões de dólares americanos por danos: de 1 a 9 milhões a cada um dos povos indígenas guatemaltecos, e 5 milhões à freira Dianna, pela sua responsabilidade sob a Torture Victim Protection Act. Ele nunca recorreu da decisão nem pagou a quantia em dinheiro. Em 1995, os Estados Unidos revogaram o seu visto de entrada, expulsando-o do país.
Faleceu em 12 de março de 2004, durante sua estada em Santa Lucía Milpas Altas, Sacatepéquez. Ele foi atacado, junto com seu filho, por um enxame de abelhas africanizadas, o que causou sua morte por diversas picadas.